# سيم سيتي 64
سيم سيتي 64 (بالإنجليزية: SimCity 64)‏ هي لعبة فيديو من نوع محاكاة بناء مدينة، صدرت في فبراير 28, 2000، اللعبة من تطوير هال لابوراتوري ومن نشر نينتندو إنترتينمنت أنالسيس أند دفيلوبمنت.